# Maxey (Cambridgeshire)
Maxey est une paroisse civile et un village du Cambridgeshire, en Angleterre.